# 2002 (Tha Dogg Pound)
2002 è un album di raccolta del gruppo hip hop statunitense Tha Dogg Pound, pubblicato nel 2001.

## Tracce
1. Intro – 1:50
2. Roll Wit Us – 5:11
3. Just Doggin' (feat. Nate Dogg) – 4:45
4. Smoke (feat. Snoop Dogg & The Relativez) – 4:48
5. Gangsta Rap (feat. Crooked I) – 4:32
6. 10 Til Midnight (feat. SKG) – 5:50
7. Living Tha Gangsta Life (feat. Xzibit) – 3:50
8. Don't Stop (feat. 2Pac) – 4:03
9. Change The Game (feat. Jay-Z, Memphis Bleek, Beanie Sigel) (Remix) – 4:53
10. Crip Wit Us – 3:52
11. What Cha About – 4:34
12. Your Gyrlfriend (feat. Mac Shawn & Soopafly) – 3:59
13. Feels Good (feat. LaToiya Williams) – 4:46
14. Way Too Often (feat. Soopafly) – 4:15
15. It'z All About That Money – 4:00
16. Every Single Day (feat. Snoop Dogg) – 5:10